# Ballée
Ballée és un municipi francès situat al departament de Mayenne i a la regió de País del Loira. L'any 2007 tenia 734 habitants.

## Demografia

### Població
El 2007 la població de fet de Ballée era de 734 persones. Hi havia 314 famílies de les quals 104 eren unipersonals (56 homes vivint sols i 48 dones vivint soles), 105 parelles sense fills, 85 parelles amb fills i 20 famílies monoparentals amb fills.
La població ha evolucionat segons el següent gràfic:
Habitants censats

### Habitatges
El 2007 hi havia 356 habitatges, 316 eren l'habitatge principal de la família, 12 eren segones residències i 28 estaven desocupats. 328 eren cases i 26 eren apartaments. Dels 316 habitatges principals, 205 estaven ocupats pels seus propietaris, 105 estaven llogats i ocupats pels llogaters i 6 estaven cedits a títol gratuït; 18 tenien una cambra, 16 en tenien dues, 51 en tenien tres, 89 en tenien quatre i 142 en tenien cinc o més. 247 habitatges disposaven pel capbaix d'una plaça de pàrquing. A 140 habitatges hi havia un automòbil i a 129 n'hi havia dos o més.

### Piràmide de població
La piràmide de població per edats i sexe el 2009 era:
| Homes | Edats   | Dones |
| ----- | ------- | ----- |
| 0     | 95 o +  | 0     |
| 4     | 90 a 94 | 0     |
| 4     | 85 a 89 | 12    |
| 8     | 80 a 84 | 0     |
| 40    | 75 a 79 | 28    |
| 4     | 70 a 74 | 32    |
| 8     | 65 a 69 | 16    |
| 20    | 60 a 64 | 24    |
| 8     | 55 a 59 | 12    |
| 16    | 50 a 54 | 12    |
| 20    | 45 a 49 | 24    |
| 16    | 40 a 44 | 20    |
| 24    | 35 a 39 | 20    |
| 32    | 30 a 34 | 20    |
| 20    | 25 a 29 | 24    |
| 16    | 20 a 24 | 12    |
| 12    | 15 a 19 | 20    |
| 28    | 10 a 14 | 12    |
| 16    | 5 a 9   | 28    |
| 20    | 0 a 4   | 20    |

## Economia
El 2007 la població en edat de treballar era de 428 persones, 326 eren actives i 102 eren inactives. De les 326 persones actives 297 estaven ocupades (158 homes i 139 dones) i 29 estaven aturades (13 homes i 16 dones). De les 102 persones inactives 43 estaven jubilades, 30 estaven estudiant i 29 estaven classificades com a «altres inactius».

### Ingressos
El 2009 a Ballée hi havia 303 unitats fiscals que integraven 731 persones, la mediana anual d'ingressos fiscals per persona era de 14.707,5 €.

### Activitats econòmiques
Dels 27 establiments que hi havia el 2007, 2 eren d'empreses extractives, 1 d'una empresa alimentària, 3 d'empreses de fabricació d'altres productes industrials, 2 d'empreses de construcció, 6 d'empreses de comerç i reparació d'automòbils, 3 d'empreses de transport, 2 d'empreses d'hostatgeria i restauració, 1 d'una empresa financera, 2 d'empreses de serveis, 3 d'entitats de l'administració pública i 2 d'empreses classificades com a «altres activitats de serveis».
Dels 7 establiments de servei als particulars que hi havia el 2009, 1 era una oficina de correu, 1 taller de reparació d'automòbils i de material agrícola, 1 lampisteria, 2 perruqueries i 2 restaurants.
Dels 2 establiments comercials que hi havia el 2009, 1 era una botiga de menys de 120 m² i 1 una fleca.
L'any 2000 a Ballée hi havia 29 explotacions agrícoles que ocupaven un total de 1.207 hectàrees.

## Equipaments sanitaris i escolars
El 2009 hi havia una escola elemental.

## Poblacions més properes
El següent diagrama mostra les poblacions més properes.